# アリベルト・ライマン
アリベルト・ライマン（Aribert Reimann、1936年3月4日 - 2024年3月13日）は、ドイツ・ベルリン出身の作曲家、ピアニスト（伴奏を含む）。オペラ『リア王』はディートリヒ・フィッシャー＝ディースカウの提案で書かれ、フィッシャー＝ディースカウがリア王を演じた。

## 経歴
ライマンは、ベルリン芸術大学でボリス・ブラッハーらの指導のもと、作曲、対位法、ピアノを学んだ後、ベルリン・ドイツ・オペラのコレペティトールの職に就いた。1960年代後半頃、まずピアニストならびにフィッシャー＝ディースカウの伴奏者として頭角をあらわした。1970年代初頭、ベルリン芸術アカデミーのメンバーになり、1983年から1998年にかけて母校で現代歌曲（リートクラス）の教授を務めた。
作曲家としてのライマンの評判は、シェイクスピアの『リア王』（Lear, 1978年）、フランツ・カフカの『城』（1991年）といった文学作品のオペラ化で増していった。その他にも、室内楽曲、管弦楽曲を作曲しているが、圧倒的に多いのが歌曲・オペラなど声楽作品である。受賞歴も多く、ドイツ連邦共和国大功労十字星章、ベルリン功労勲章といった勲章も授与されている。
近作では、クラリネット奏者兼作曲家のイェルク・ヴィトマン（ヤーク・ヴィトマン）に献呈された『クラリネットと管弦楽のためのカントゥス』が、2006年1月13日に、ケルンの西部ドイツ放送（WDR）大ホールにて初演された。ライマンも立ち会って、この作品はクロード・ドビュッシーのクラリネット作品にインスパイアされたものだと語った。
2024年3月13日にベルリンで死去。88歳没。

## 受賞歴
- ローベルト・シューマン音楽賞[5]ほか。
- 2011年 - ドイツ音楽作家賞オペラ/歌曲作曲賞[6]。
- 2011年 - エルンスト・フォン・ジーメンス音楽賞

## 作品

### 舞台作品
- Ein Traumspiel 夢の戯曲（1965年、原作ヨハン・アウグスト・ストリンドベリ）
- Melusine（1971年、原作Yvan Goll）
- Lear リア王（1978年、原作シェイクスピア『リア王』）
- Die Gespenstersonate 幽霊ソナタ（1984年、原作ストリンドベリ）
- Troades トロイアの女（1986年、原作エウリピデス）
- Das Schloss 城（1992年、原作カフカ『城』）
- Bernarda Albas Haus（原作フェデリコ・ガルシーア・ロルカ）
- Medea メデア（2009年、原作フランツ・グリルパルツァー『金羊毛皮』）

### 管弦楽曲
- Variations for Orchestra 管弦楽のための変奏曲
- Nahe Ferne
- Cantus für Klarinette und Orchester クラリネットと管弦楽のためのカントゥス
- Sieben Fragmente für Orchester in memoriam Robert Schumann 管弦楽のための7つの断章、ロベルト・シューマンを追悼して（1998年）

### 声楽曲
- Zyklus nach Gedichten von Paul Celan für Bariton und Klavier パウル・ツェランの詩による連作歌曲、バリトンとピアノのための（1956年）
- Eingedunkelt für Alt-Solo（1992年）
- Fünf Lieder nach Gedichten von Paul Celan für Countertenor und Klavier パウル・ツェランの詩による5つの歌曲、カウンターテノールとピアノのための（2001年）
- Entsorgt für Bariton-Solo